# Метод Булла
«Метод Булла» (англ. Bull) — американський юридичний драматичний телесеріал. Головну роль грає Майкл Везерлі. Прем'єра на каналі CBS відбулася 20 вересня 2016 року.
У травні 2020 року серіал подовжили на п'ятий сезон, вихід якого відбувся 16 листопада 2020 року. У квітні 2021 року оголосили вихід шостого сезону, прем'єра якого запланована на 7 жовтня 2021 року.

## Сюжет
Серіал розповідає про співробітників корпорації Trial Analysis Corporation (TAC) — консалтингової компанії присяжних під керівництвом доктора Джейсона Булла, психолога й експерта у сфері експериментальних наук. Булл використовує свої навички та вміння своєї команди не тільки для того, щоб підібрати найкращих присяжних для своїх клієнтів, а й для того, щоб допомогти адвокатам своїх клієнтів вирішити, який тип аргументів найбільше завоює прихильність присяжних. Творці серіалу надихалися початком кар'єри доктора Філа Макгро, який також виступає у ролі виконавчого продюсера.

## Актори та персонажі

### Основний каст
| Актор             | Роль                                 | Опис |
| ----------------- | ------------------------------------ | --- |
| Майкл Везерлі     | доктор Джейсон Булл                  | Психолог, має три докторські ступені з психології, а також ліцензію пілота, зараз володіє та керує корпорацією Trial Analysis Corporation (TAC). Він сам ненавидить адвокатів через те, що двічі провалив судовий іспит, це зруйнувало його мрію стати адвокатом. Мав важке дитинство. |
| Фредді Родрігес   | Бенджамін "Бенні" Колон (сезони 1–5) | Колишній зять Булла, молодший брат Іззі, колишнього прокурора Нью-Йорка. Адвокат ТАС. |
| Женева Карр       | Марісса Морган                       | Психолог, експерт з нейролінгвістики, заступник Булла та ліцензована секс-терапевт , яка раніше працювала в Національній безпеці . |
| Крістофер Джексон | Честер «Chunk» Палмер                | Стиліст, який раніше працював у Vogue . Він готує клієнтів ТАС до суду. З 2 сезону він починає відвідувати юридичний факультет і встановлює нестійкий зв'язок зі своєю знайденою донькою Анною.                                                                                        |
| Джеймі Лі Кіршнер | Даніель "Денні" Джеймс               | Провідний слідчий команди , раніше працював детективом поліції Нью-Йорка у відділі боротьби з наркотиками та ФБР. |
| Аннабель Атанасіо | Кейбл МакКрорі (сезони 1-2)          | Комп'ютерний експерт команди, досвідчений хакер. |
| Маккензі Міхан    | Тейлор Ренцель (сезон 3 - нині)      | Кібер-експерт та стара колега Марісси з АНБ. Мати-одиначка. |
| Яра Мартінес      | Ізабелла "Іззі" Колон (сезон 5)      | Сестра Бенні, колишня дружина Булла. Булл та Іззі намагаються знову зійтися, коли її другий шлюб розпадається. Після цього Іззі народжує доньку Астрід. Згодом вони з Буллом знову одружуються.                                                                                        |